# Engkofen (Adlkofen)
Engkofen ist ein Gemeindeteil der Gemeinde Adlkofen im niederbayerischen Landkreis Landshut.

## Lage
Das Dorf Engkofen liegt etwa einen Kilometer nordöstlich von Adlkofen im Isar-Inn-Hügelland.

## Geschichte
Im Oktober 2013 feierte Engkofen sein 1000-jähriges Bestehen.

## Religion
2012/13 wurde die Dreifaltigkeitskapelle errichtet und am 10. Oktober 2013 eingeweiht. Sie gehört zur Pfarrei Adlkofen.

## Wirtschaft
Die Bodenrichtwerte 2011/2012 in Engkofen sind wie folgt:
- baureifes Land / unbeplanter Innenbereich: € 70,--
- Ackerland: € 6,--

## Baudenkmäler

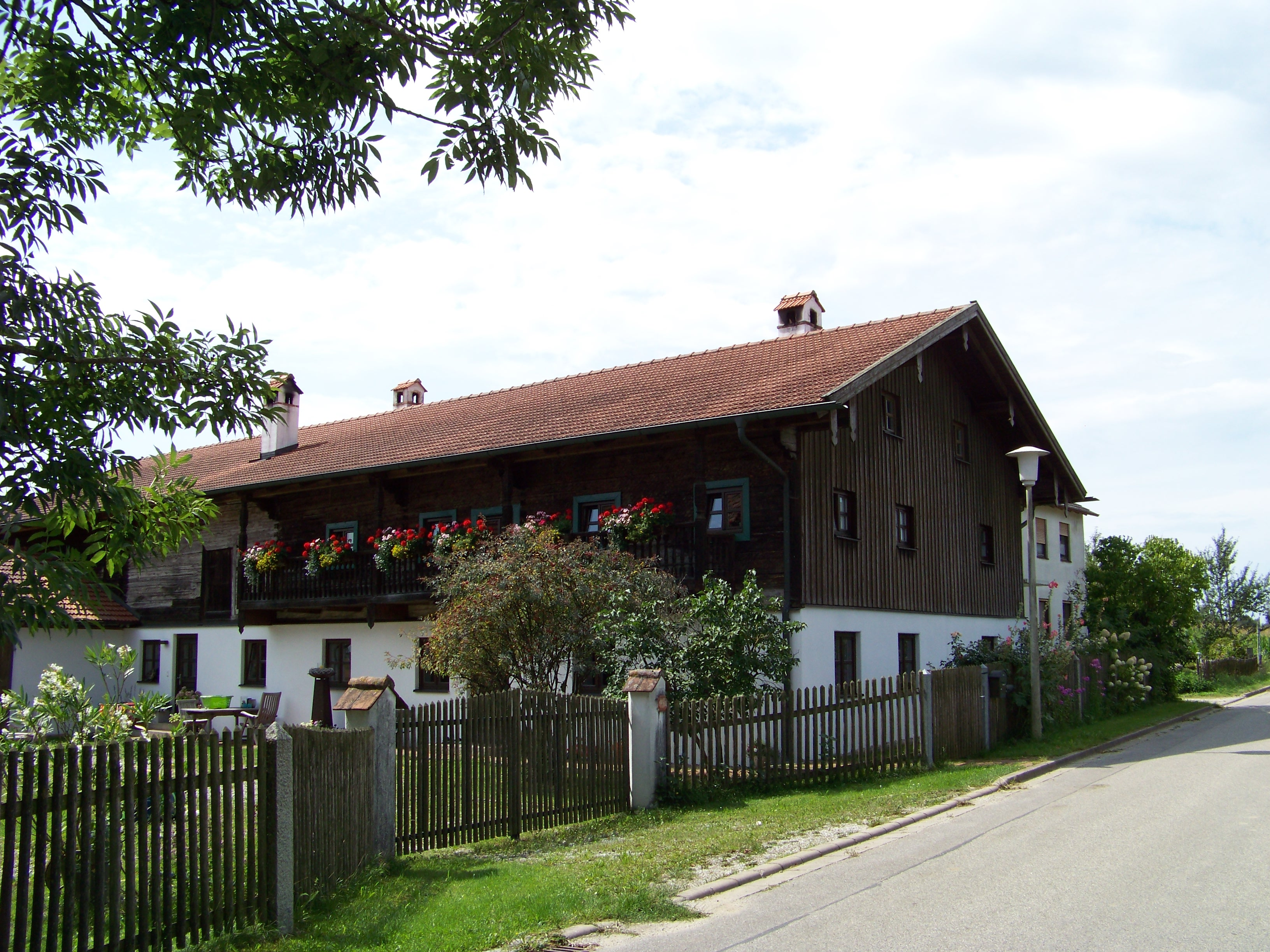
Ehemaliges Wohnstallhaus
Um 1800/1820 wurde es als Wohnstallhaus mit einem Obergeschoss in Blockbauweise erstellt. Es verfügt über einen Traufseitschrot und ein flach geneigtes Satteldach mit Zierformen.
Wohnstallhaus eines Dreiseithofs mit zwei Stadel
Aus der ersten Hälfte des 19. Jahrhunderts stammt dieses zweigeschossige Gebäude mit Flachsatteldach. Das Obergeschoss ist in Blockbauweise ausgeführt. Es hat eine Traufschrot. Der Giebel ist mit Zierhölzern versehen. Der eine Stadel ist in Blockbauweise errichtet und hat ein Satteldach mit Fugenmalerei. Der Getreidestadel ist um 1900 in Holzbauweise mit einfachem Satteldach erbaut worden.

## Vereine
Es gibt einen Kapellenbauverein Engkofen.